# Village Bamiléké
Village Bamiléké est un terme moderne qui ne convient pas réellement à désigner un regroupement de personnes dans le pays bamiléké. Ceci est dû à la répartition spatiale des habitations.
Pour Bana, par exemple, jusqu’aux années 1960, il n’y avait pas de « village », encore moins d’agglomération urbaine.
On y trouvait des hameaux, résidences des notables et du Chef Bana.

## Notion moderne de « village »
Si la notion de « village » voudrait dire « un groupement de maisons dans une localité donnée », selon la définition occidentale, le terme « village » (village Bana, village Bangou) n’a jamais correspondu à la réalité bamiléké. Avec le paysage de bocage qui caractérise l’espace bamiléké, même après les années 60, ce n'étaient pas des villages au sens géographique du terme.

## Structure
L'emménagement de l'espace en pays Bamiléké se fait avant la période coloniale. Le regroupement aux bords et le long des routes est étranger à la culture de gestion des terres du village Bamiléké.

### Sols et occupations des terres
Les villages Bamiléké sont éparpillés sur des sols Les sols de plaine (plaines du Mbo et du Noun), de plateau (assez rares) et les sols les plus répandus : les sols de pente. 
Les pentes qui s'adossent sur des roches granitiques et volcaniques, donnent sa morphologie au pays bamiléké. La dissociation et les dislocations mécaniques et par gravité des roches, ainsi que les décompositions chimiques assurent, avec les eaux de ruissellement, le transport des éléments vers le bas. Formant ainsi des dépôts aux pieds de la pente. 
Les éléments grossiers restés aux sommets forment un sol moins fertile et moins profond. 
Les zones d'accumulation, en contrebas, sont plus épaisses et plus fertiles, et régulièrement renouvelé par de nouveaux apports. 
Ce processus de pédogenèse et de dépôts alluvionnaires explique pourquoi le Bamiléké, spontanément,  dans son espace rural, s'installe (cultures et maisons), aux fonds des pentes, le long des rivières et laissent les sommets des collines et ses versants à l'élevage. 
Ces sols d'accumulation, en bordures de rivières, sont assez fertiles, et supportent une culture continue. Accompagnant aussi ainsi l'essor démographique. 